# Maxx
Pour les articles homonymes, voir Maxx.
Maxx (abréviation de Maximum Xtasy) est un duo d'Eurodance des années 90, plus connu en Europe pour les succès Get-a-way, No more (I can’t stand It) et You can get it. Il est formé à Berlin en Allemagne en 1993 par le producteur de musique Juergen Wind (George Torpey) et le directeur musical David Brunner (The Hitman).

## (1993-1995)
Lorsque le single Get-a-way sort en octobre 1993, il devient rapidement un hit du Top 10 en Allemagne et est populaire dans les boîtes de nuit à travers l'Europe. Get-a-way"atteint le Top 5 au Royaume-Uni, en Autriche, en Suède, aux Pays-Bas et le Top 10 en Suisse et en Norvège. Le single est certifié or en Allemagne et argent au Royaume-Uni. Le titre atteint un total de 1,1 million de ventes record en Europe en 1994. Le rappeur Gary Bokoe (Gary B.) et la chanteuse Samira Besic interprètent la chanson. Pour des raisons inconnues, Samira quitte le groupe peu après. Dans le clip de "Get-a-way", une danseuse et mannequin du nom d'Alice Montana mime la voix de Samira.
La chanteuse Linda Meek rejoint Maxx en 1994 et le chant pour le deuxième single No more (I can't stand It). La chanson atteint le Top 5 dans 18 pays d’Europe.
En juin 1994, Maxx sort l'album To the maxximum dans lequel figure le titre You can get it qui est classé 21e au Royaume-Uni et 13e en Finlande.
La chanson I Can Make You Feel Like sort en mai 1995. Le single atteint seulement la 56e place en Royaume-Uni. Plus tard dans l'année, la chanson Move Your Body est également publiée et rencontre le succès en Finlande et en Autriche. En raison de la baisse des ventes de disques et des conflits au sein de l'équipe, Maxx est rapidement dissous à la fin de 1995.

## le retour de Maxx (2016)
À l'été 2016, la chanteuse Linda Meek réunit les fondateurs de Maxx Juergen Wind et David Brunner mais sans le rappeur Gary Bokoe. Maxx est maintenant de retour en tournée en Europe.

## Discographie
- 1994 : Get-a-way (#15 en France)
- 1994 : No more (I can't stand it) (#15 en France)
- 1995 : You can get it (#34 en France)
- 1995 : To The Maxximum